# Steve Kindler
Steve Kindler (ur. 8 lutego 1956 w Portland w Oregonie) – amerykański skrzypek, aranżer i kompozytor; prekursor gry na 9-strunowych skrzypcach elektrycznych wykonanych przez lutnika Johna Jordana. Instrument ma zakres wszystkich instrumentów smyczkowych.

## Wczesne lata nauki
Steve Kindler pochodzi z muzycznej rodziny. Przygodę z muzyką rozpoczął w wieku trzech lat, pobierając nauki gry na skrzypcach u Raphaela Spiro. Po ukończeniu 10 lat grał w Młodzieżowej Orkiestrze Filharmonii w Portland; w wieku 16 lat, jako stypendysta, rozpoczął studia w Instytucie w Tanglewood pod kierownictwem Leonarda Bernsteina i Seigi Ozawy. Dodatkowo pobierał prywatne nauki u Eugene'a Lehnera i Romana Totenberga.

## Działalność artystyczna
W wieku 18 lat występował gościnnie w grupie jazzowo-rockowej Johna McLaughlina The Mahavishnu Orchestra reaktywowanej w 1973 roku. Jako pierwszy skrzypek wystąpił na płycie z 1975 roku Visions Of The Emerald Beyond. W tym samym okresie występował w formacji Jeff Beck/Jan Hammer, gdzie grał przez trzy kolejne lata. Jego brzmienie można usłyszeć na trzech albumach Jana Hammera The First Seven Days (1975, utwory 2,5,6,7), Oh Yeah (1976) i Melodies. W 1977 roku powstała płyta Jeff Beck with the Jan Hammer Group Live brytyjskiego gitarzysty Jeffa Becka. Skrzypce Kindlera można usłyszeć na utworach Darkness a jego gitarowe rytmy na Blue Wind. W latach 1974–1979 Kindler przebywał w Nowym Jorku, gdzie grał z takimi muzykami jak Cat Stevens, Perry Robinson, Brubeck Brothers, Oregon Collin Walcot czy Kenny Werner.
Po przeprowadzeniu się na Hawaje, wraz ze swoim bratem, grał jako pierwszy skrzypek w Orkiestrze Symfonicznej w Honolulu (The Honolulu Symphony). Grał wówczas m.in. wraz z Robertem La Marchina, Leonardem Paneiro, Maksymem Szostakowiczem i Dimitrim Szostakowiczem.
W latach 80. XX wieku Steve Kindler stał się wiodącym reprezentantem muzyki ambientowej. W tym okresie grał z wieloma muzykami a jego utwór Dolphin Smiles nagrane wraz z Tejem Bellą przez siedem kolejnych tygodni utrzymywał się w pierwszej "10" notowań Billboardu. W tym samym okresie wraz z perkusistą Berkeleyem Clayem Henrym złożył zespół Barefoot. W końcu lat 80. został zaproszony do pierwszych nagrań new age japońskiego pioniera tego gatunku, Kitarō. Jego skrzypce można usłyszeć na płycie „Kojiki”.
W 2012 roku, 12 lutego zagrał w Polsce. Jego koncert odbył się w studiu PR PiK w Bydgoszczy przy udziale Józefa Skrzeka oraz zespołu Question Mark w składzie: Bogusław Raatz, Jacek Dołęga i Marek Matuszewski. Wraz z Józefem Skrzekiem i Mirosławem Muzykantem wystąpił w spektaklu Halny (Niebezpieczne Sny). Od 2013 roku jest członkiem międzynarodowego zespołu Ritual Art Orchestra (R-A-O), który to w składzie: Steve Kindler, Bogusław Raatz i Daniel Mackiewicz (z udziałem Michaela Ogorodova, Miachała Esza Szerląga oraz Randy Raatza) wydał w 2018 roku płytę "Atmosphere".

## Dyskografia
- z Mahavishnu Orchestra
  - Visions Of The Emerald Beyond (1974)
- z Jan Hammer Group
  - First Seven Days (1975)
  - Oh Yeah (1976)
  - Melodies (1977)
- z Jeffem Beckiem:
  - Jeff Beck/Jan Hammer Group Live (1977)
- Across A Rainbow Sea (1990)
- Paradise Lost (1993)
- Lemurian Sunrise (1981) Steve Kindler i Paul Lloyd Warner
- Automatic Writing (1985)
- Fresh Impressions (1987) Georgia Kelly i Steven Kindler
- Dolphin Smiles (1987) Steve Kindler* i Teja Bell
- z Kitaro:
  - Kojiki (1990),
  - Kukai IV (2010).
- z Ritual Art Orchestra (R-A-O):
  - Atmosphere (2018)